# Grotas de Cima
As Grotas de cima é uma localidade portuguesa da freguesia da São Mateus, concelho da Madalena do Pico, ilha do Pico, arquipélago dos Açores.
Esta localidade encontra-se nas imediações da Ginjeira, da Mata, da localidade costeira da Pontinha e da elevação dos Caldeirões. A dividir este povoado encontra-se a Ribeira das Grotas que tem origem a cerca de 350 metros de altitude, no interior de uma zona com forte declive. O seu percurso atravessa zonas de forte povoamento florestal onde existe uma abundante floresta endémica típica da Laurissilva característica da Macaronésia.